# فالديمار هارتمان
فالديمار هارتمان (بالألمانية: Waldemar Hartmann)‏ هو مقدم تلفزيوني ألماني، ولد في 1948 في نورنبرغ في ألمانيا.

## وصلات خارجية
- فالديمار هارتمان على موقع IMDb (الإنجليزية)
- فالديمار هارتمان على موقع مونزينجر (الألمانية)
- فالديمار هارتمان على موقع ميوزك برينز (الإنجليزية)